# Galàxia irregular

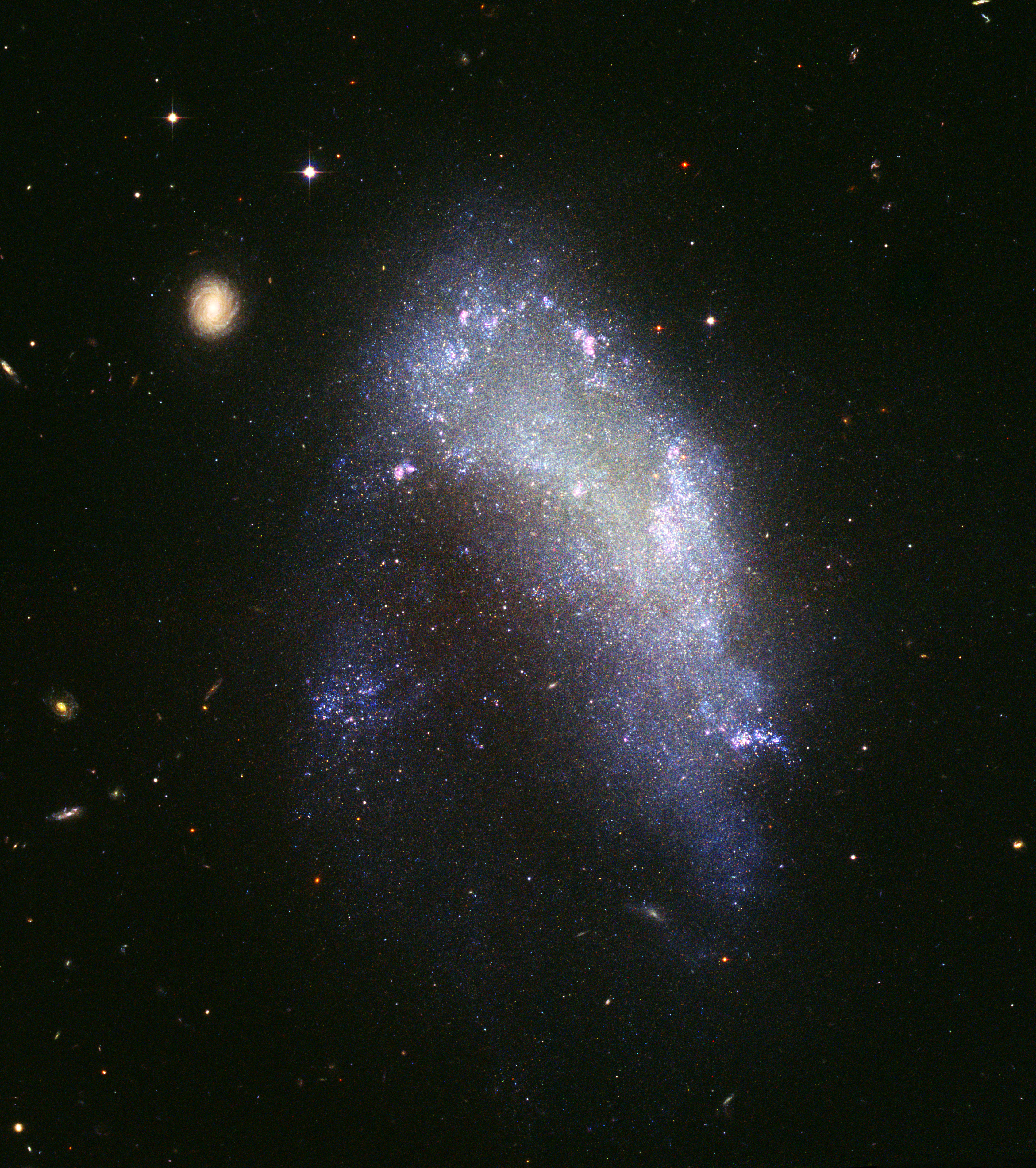
NGC 1427A, exemple de galàxia irregular a una distància d'uns 52 milions d'anys llum

Les galàxies irregulars estan constituïdes principalment per estels joves i no tenen una estructura fàcilment identificable. No entren dins la classificació regular de la seqüència d'Hubble; no es poden classificar ni com a galàxies espirals, ni com a el·líptiques. Sovint, aquest tipus de galàxies semblen caòtiques, sense bulb galàctic ni cap estructura de braços espirals. Es pensa que poden representar un quart del total de galàxies. La major part de les galàxies irregulars han estat galàxies espirals o el·líptiques que han perdut la seva forma per les forces gravitacionals.
Les galàxies irregulars no tenen una forma particular. Aquestes estan entre les galàxies més petites i estan plenes de gas i pols. Tenint una gran quantitat de gas i pols, significa que aquestes galàxies tenen una gran quantitat de formació d'estrelles duent-se a terme a dins. Això les pot fer molt brillants. Els Núvols de Magallanes Gran i Petita, són exemples de galàxies irregulars. Elles són dues galàxies petites que viatgen en òrbita al voltant de la nostra pròpia galàxia, la Via Làctia. Al voltant del 15% de totes les galàxies són irregulars.
Les galàxies irregulars solen ser petites, aproximadament una desena part de la massa de la Via Làctia. A causa de la seva mida petita, són propenses a efectes ambientals com la col·lisió amb grans galàxies i núvols intergalàctics.
La formació de les galàxies irregulars és un procés multifacètic influenciat per les condicions de l'univers primerenc i esdeveniments còsmics posteriors. L'entorn caòtic posterior al Big bang, caracteritzat per la turbulència còsmica, les interaccions gravitacionals i el paper de la matèria fosca, va tenir un paper important en la creació d'aquestes galàxies. Les galàxies irregulars sovint es veuen com a relíquies d'un univers més turbulent i menys estructurat, representant les primeres etapes de la formació de galàxies o el resultat d'interaccions i fusions. Mentre que les galàxies irregulars avui dia continuen exhibint altes taxes de formació estel·lar i estructures caòtiques, la seva connexió amb el Big bang subratlla el paper de l'univers primerenc en la configuració de les diverses formes que adopten les galàxies al llarg del temps còsmic.

## Classificació
Hi ha dos tipus de galàxies irregulars:
- Galàxies Irr I són galàxies irregulars que presenten una estructura molt poc definida com per a ser situada dins de la seqüència d'Hubble. En els subtipus introduïts per De Vaucouleurs en la seqüència d'Hubble, es divideixen en les que tenen algun tipus d'estructura espiral Sm, i les que no Im.

- Galàxies Irr-II són galàxies irregulars que semblen no tenir cap estructura que les pugui situar dins la seqüència d'Hubble.

Una tercera classificació de les galàxies irregulars serien les galàxies nanes, anomenades dI o dIrrs (de l'anglès dwarf, 'irregular'). Aquests tipus de galàxies, es pensa que podrien ser importants a l'hora d'entendre l'evolució general de les galàxies, ja que tendeixen a tenir un baix nivell de metal·licitat i un alt nivell relatiu de gas, i es pensa que són similars a les galàxies primerenques que poblaven l'univers. Poden representar una versió local (i per tant, més recent) de galàxies blaves febles, que se sap que existeixen en imatges de galàxies de d'espai profund.
Algunes galàxies irregulars són galàxies espirals petites que han estat deformades per la gravetat de veïnes més grans.

## Núvols de Magallanes
Les galàxies dels núvols de Magallanes es van classificar inicialment com a galàxies irregulars, però des que es va poder observar que contenien estructures espirals barrades, es van reclassificar com a SBm, un quart tipus de galàxia espiral barrada.

## Formació de Galàxies Irregulars i la seva connexió amb el Big bang
Les galàxies irregulars són una categoria fascinant i diversa de galàxies, caracteritzades per la falta d'una forma o estructura definida, la qual cosa les distingeix de les galàxies el·líptiques i espirals més ordenades. Els seus orígens i processos de formació continuen sent temes de recerca activa i debat en els camps de la cosmologia i l'astrofísica. Comprendre com es formen les galàxies irregulars implica considerar tant processos interns dins de les galàxies individuals com interaccions amb galàxies externes.
La falta d'una estructura coherent en les galàxies irregulars ha portat els científics a considerar una varietat d'escenaris de formació, molts dels quals involucren tant processos interns dins de les galàxies com interaccions amb galàxies veïnes.

### L'Univers primerenc i el Big bang
El Big bang, que marca l'inici de l'univers aproximadament fa 13.8 mil milions d'anys, va ser un esdeveniment únic que va portar a la ràpida expansió de l'espai, la formació dels primers àtoms i el refredament de l'univers. Amb el temps, les regions de densitat lleugerament major van començar a col·lapsar sota la seva pròpia gravetat, donant lloc a la formació de les primeres estrelles i galàxies. Aquest procés és conegut com a formació d'estructures còsmiques.
En les primeres fases posteriors al Big bang, l'univers estava ple d'un plasma calent i dens que es va anar refredant amb el temps. Aproximadament 380.000 anys després, l'univers s'havia refredat prou perquè es formessin àtoms neutres, cosa que permet que la llum viatgés lliurement (el "desacoblament" de la matèria i la radiació), la qual cosa s'observa com el Fons Còsmic de Microones (CMB). Després d'aquesta època, les regions de major densitat, conegudes com a sobredensitats, van col·lapsar per a formar les primeres estructures, incloses les protopartícules. Aquestes protopartícules, que es van formar en l'entorn caòtic de l'univers primerenc, no eren tan ordenades com les galàxies actuals, la qual cosa podria explicar la formació de galàxies irregulars.

### Hipòtesi sobre la formació de Galàxies Irregulars
Factors Còsmics i Ambientals
Una de les principals hipòtesis sobre la formació de les galàxies irregulars és que representen les primeres etapes de la formació de galàxies, resultat de les condicions caòtiques de l'univers primerenc. Després del Big bang, l'univers estava en un estat de turbulència còsmica, amb fluctuacions en la densitat i la temperatura que van causar que grans regions de gas i matèria fosca s'agrupessin. En aquestes regions, el col·lapse gravitacional va portar a la formació de les primeres estrelles i galàxies. Aquestes primeres galàxies mancaven de l'estabilitat necessària per a formar estructures organitzades com els braços espirals o una forma el·líptica suau.
Les galàxies irregulars poden ser el resultat d'aquestes condicions turbulentes. Podrien representar restes de les primeres protogalàxies que mai van passar pel procés d'estabilització en formes més organitzades. Amb el temps, aquestes galàxies irregulars podrien haver romàs en un estat relativament primitiu, exhibint formes irregulars a conseqüència dels seus orígens violents i caòtics.
Interaccions Gravitacionals i Fusions
Una altra hipòtesi important involucra interaccions i fusions galàctiques, que poden tenir un paper significatiu en la formació de galàxies irregulars. Se sap que les fusions de galàxies donen lloc a galàxies amb estructures distorsionades o irregulars. En particular, les galàxies més petites que xoquen amb galàxies més grans poden tornar-se distorsionades, la qual cosa sovint porta a formes irregulars. Això és especialment rellevant en el context de les galàxies irregulars perquè moltes d'elles s'observen en estreta proximitat a altres galàxies, particularment en grups o cúmuls galàctics, on les interaccions gravitacionals són comunes.
Les fusions també poden haver estat més freqüents en l'univers primerenc, després del Big bang, quan les galàxies eren més petites i nombroses, i les seves influències gravitacionals mútues eren més fortes. Les col·lisions entre aquestes petites protogalàxies podrien haver donat lloc a la formació de galàxies irregulars. A més, la naturalesa rica en gas de les galàxies irregulars suggereix que el procés de fusió podria haver desencadenat explosions de formació estel·lar, que s'observen amb freqüència en aquestes galàxies avui dia.
Efectes de la Matèria Fosca
La matèria fosca és un altre factor crític que pot influir en la formació de galàxies irregulars. Es creu que la matèria fosca constitueix una porció significativa de la massa de les galàxies, i la seva influència gravitacional és essencial per a donar forma a l'estructura de les galàxies. No obstant això, les galàxies irregulars solen tenir halos de matèria fosca més difusos i de menor densitat en comparació amb les seves contraparts més estructurades. Aquesta falta d'un halo de matèria fosca ben definit podria ser el resultat d'interaccions amb altres galàxies o de les dinàmiques primerenques de la mateixa matèria fosca, la qual cosa podria dificultar el desenvolupament d'una estructura galàctica estable.
A més, la matèria fosca podria haver jugat un paper en la formació inicial d'aquestes galàxies després del Big bang. Algunes simulacions suggereixen que les galàxies amb quantitats significatives de matèria fosca poden formar-se més tard, després que s'hagi emergit més estructura en l'univers. En canvi, les galàxies irregulars podrien haver-se format abans, en regions de l'univers on la densitat de matèria fosca era més baixa o tenia una configuració més distribuïda, la qual cosa impedia el desenvolupament d'estructures estables i organitzades.
Formació Estel·lar i Dinàmica del Gas
Les altes taxes de formació estel·lar observades en les galàxies irregulars proporcionen una altra pista potencial sobre els seus orígens. Moltes d'aquestes galàxies són riques en gas i pols, i les seves regions actives de formació estel·lar sovint impulsen l'estructura mateixa de la galàxia. Això suggereix que les galàxies irregulars podrien haver-se format en entorns on el gas i la pols estaven fàcilment disponibles, i les dinàmiques primerenques de la formació estel·lar eren més caòtiques.
En l'univers primerenc, la formació estel·lar probablement va ser molt més ràpida, i el procés de formació d'estrelles en les galàxies irregulars podria haver estat caòtic i inestable, la qual cosa va contribuir encara més a la falta d'una forma definida en aquestes galàxies. Les galàxies irregulars poden representar entorns on la formació estel·lar ha estat més prominent o esporàdica, la qual cosa ha impedit que les galàxies s'estabilitzin en una forma més ordenada.

## Exemples
- IC 1613
- Galàxia irregular IC 10
- Leo A
- Galàxia del cigar
- NGC 1569
- NGC 3109
- NGC 6240
- Nana de Pegàs
- Nana del Fènix
- Galàxia irregular nana de l'escultor
- Sextant A
- Wolf-Lundmark-Melotte
- Messier 82

## Galeria

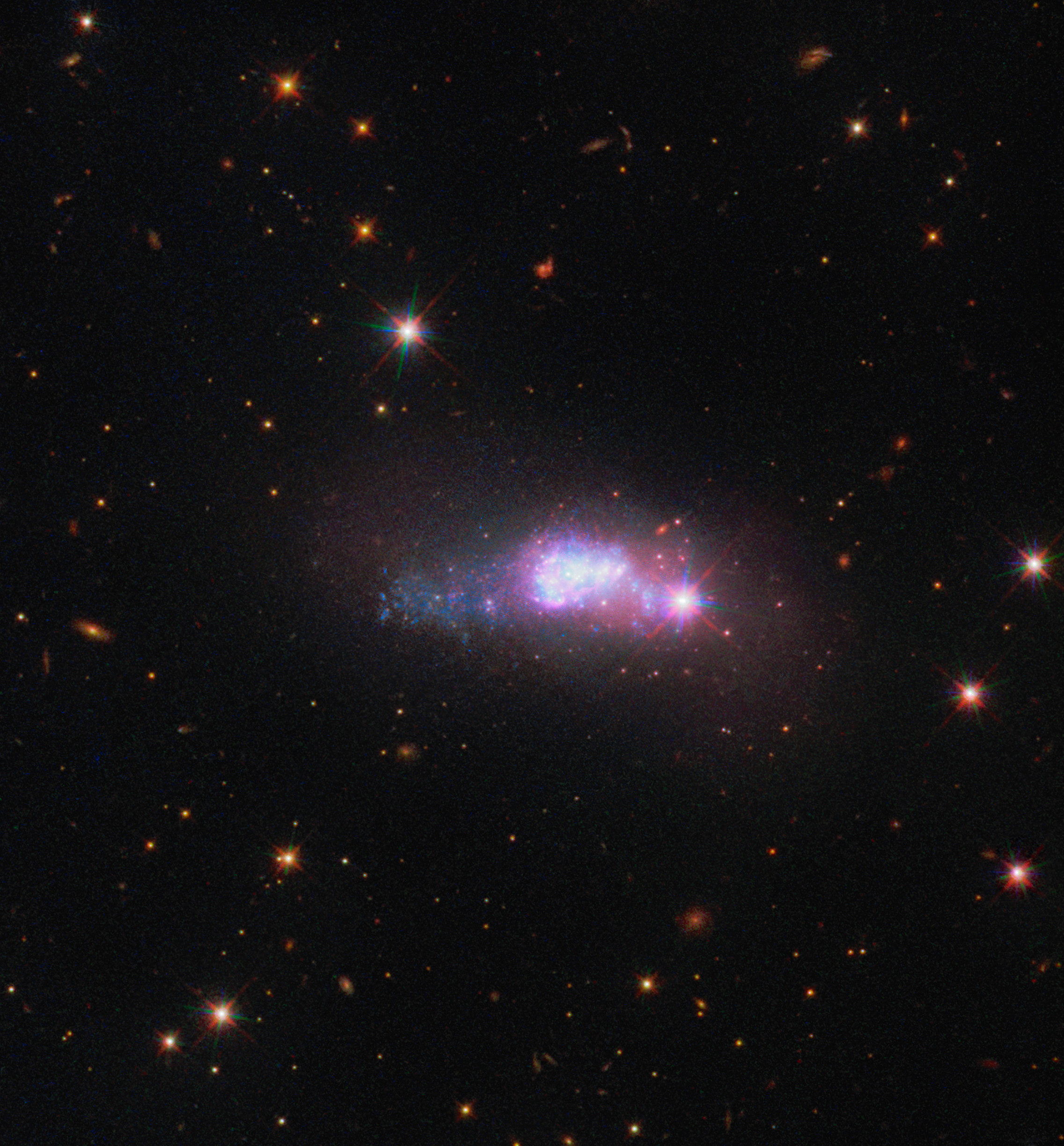
Galàxia nana compacta blava ESO 338-4.
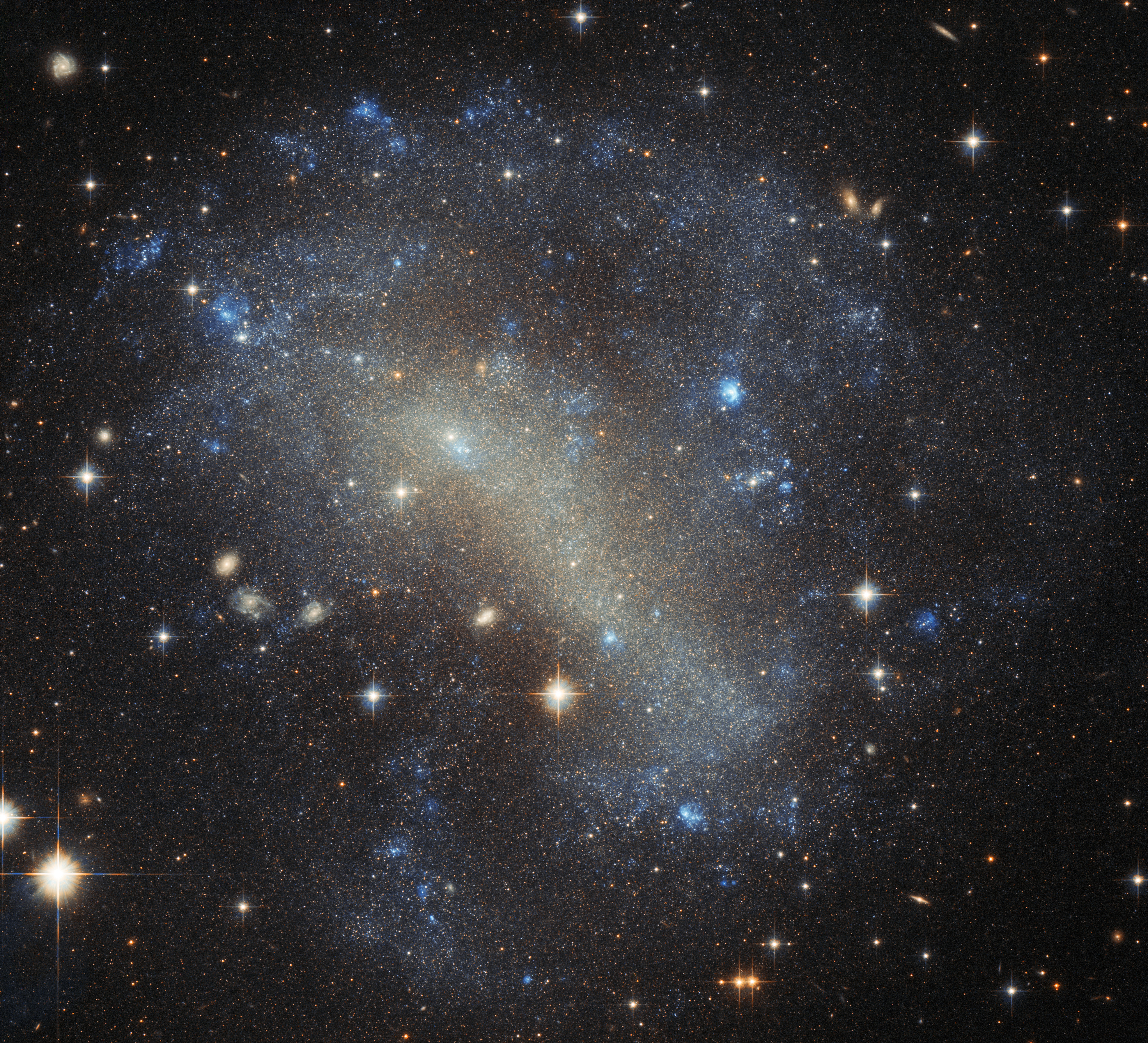
IC 4710 es troba a uns 25 milions d'anys llum en la constel·lació del sud de Gall Dindi.
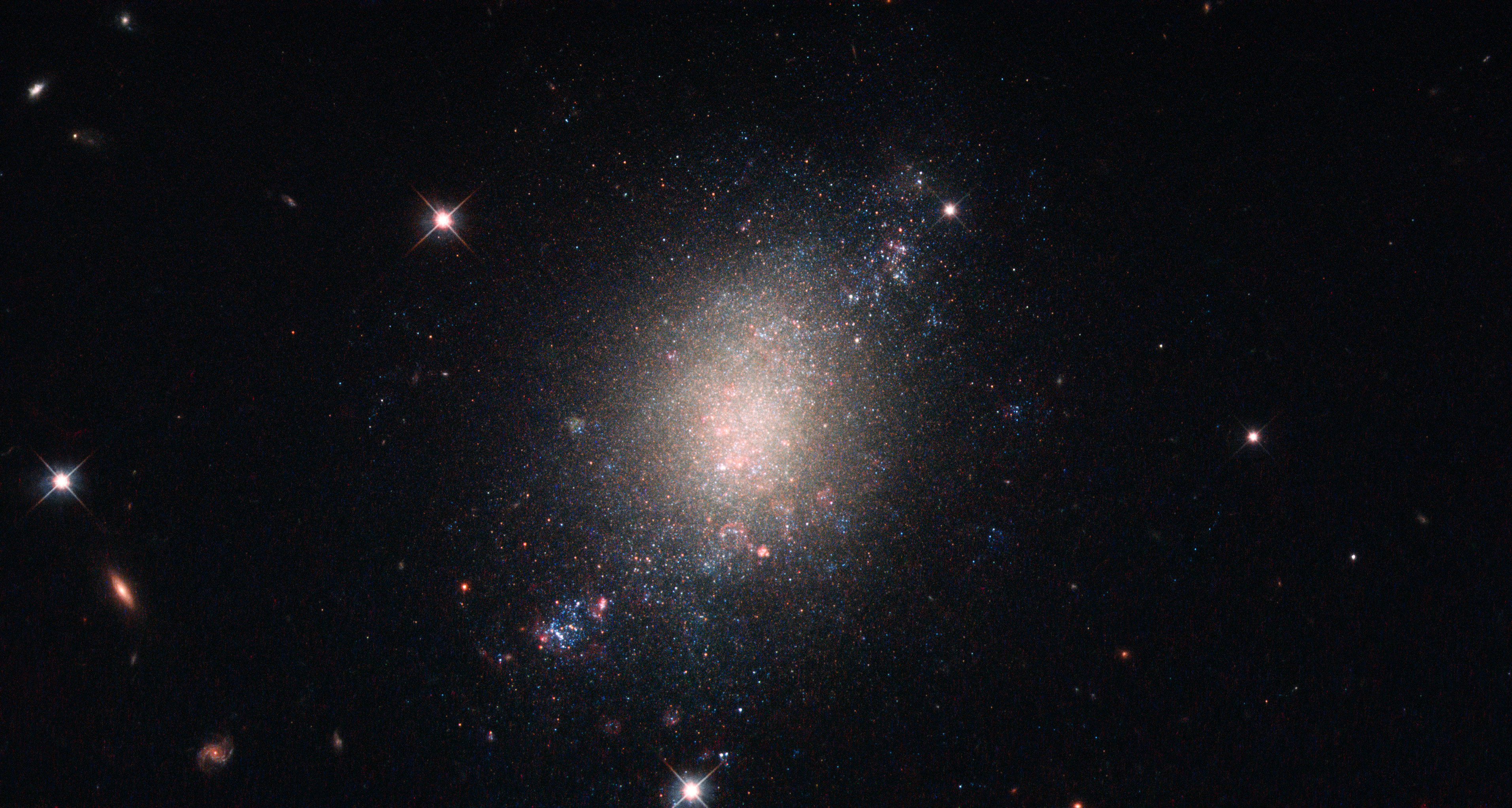
ESO 486-21 és una galàxia espiral amb una estructura una mica irregular i pobrament definida.
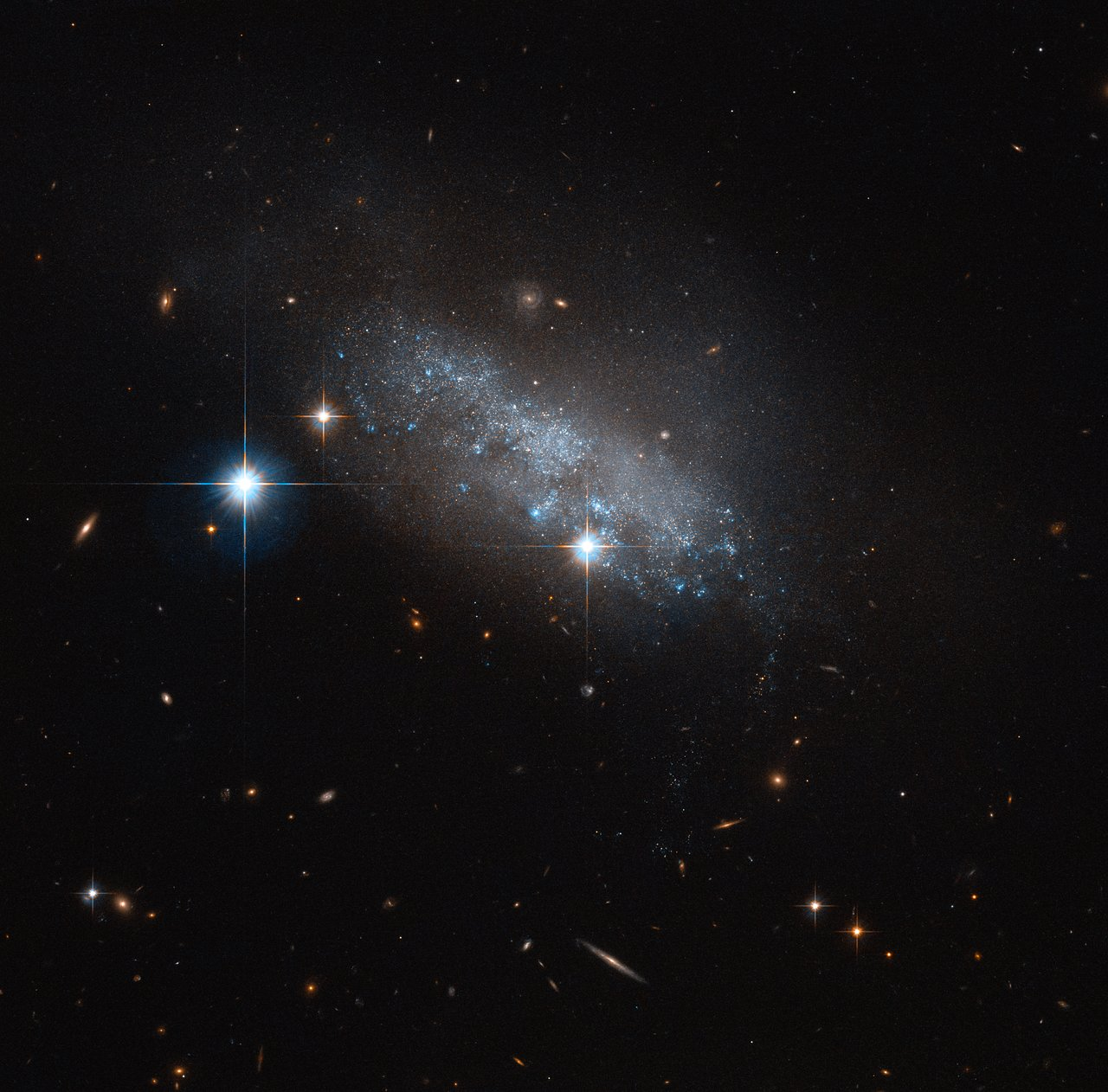
La galàxia irregular IC 3583 posseeix una línia d'estrelles que travessen el seu centre.
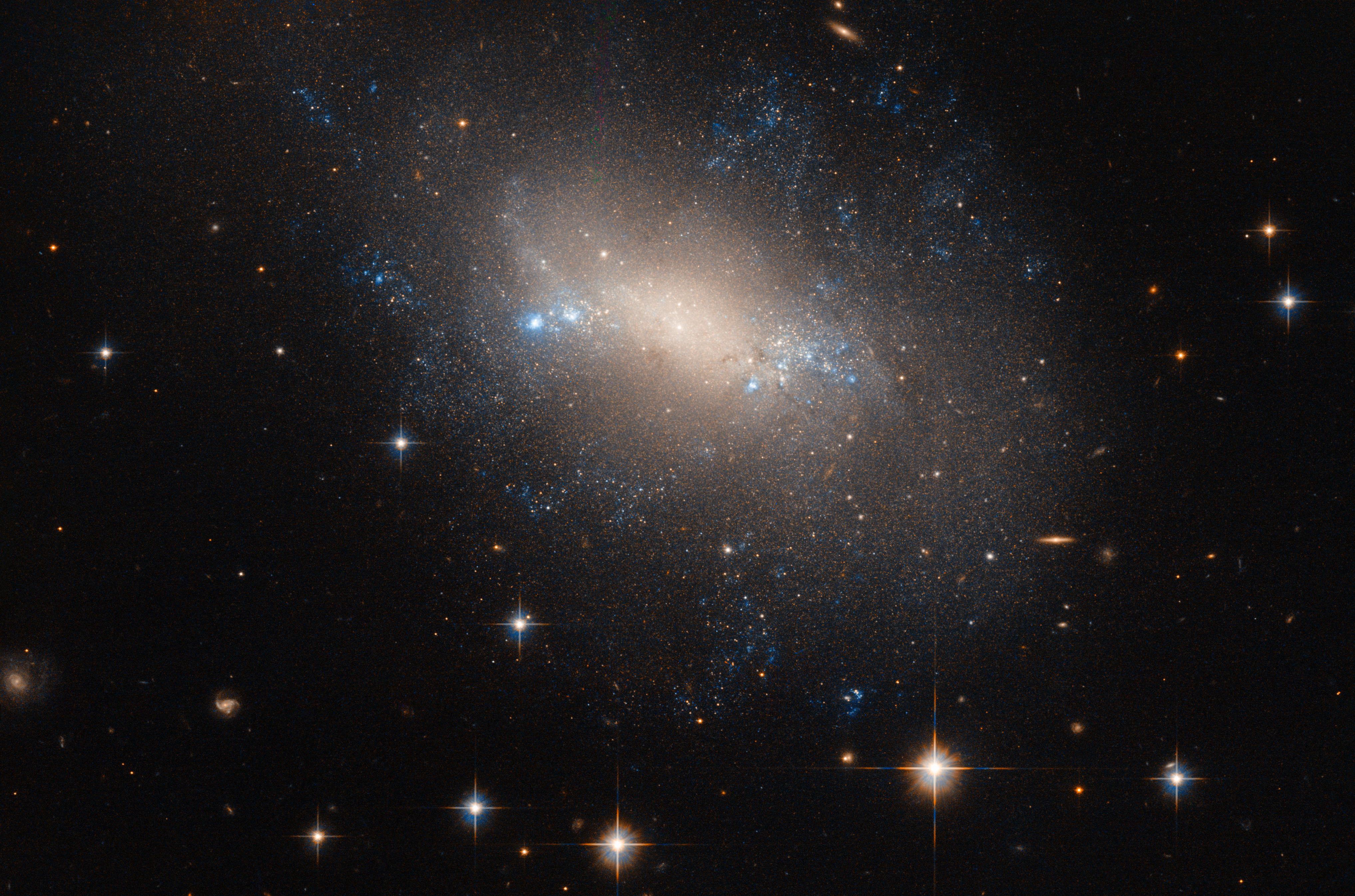
NGC 2337 és una galàxia irregular que es troba a una distància de 25 milions d'anys llum en la constel·lació del linx.
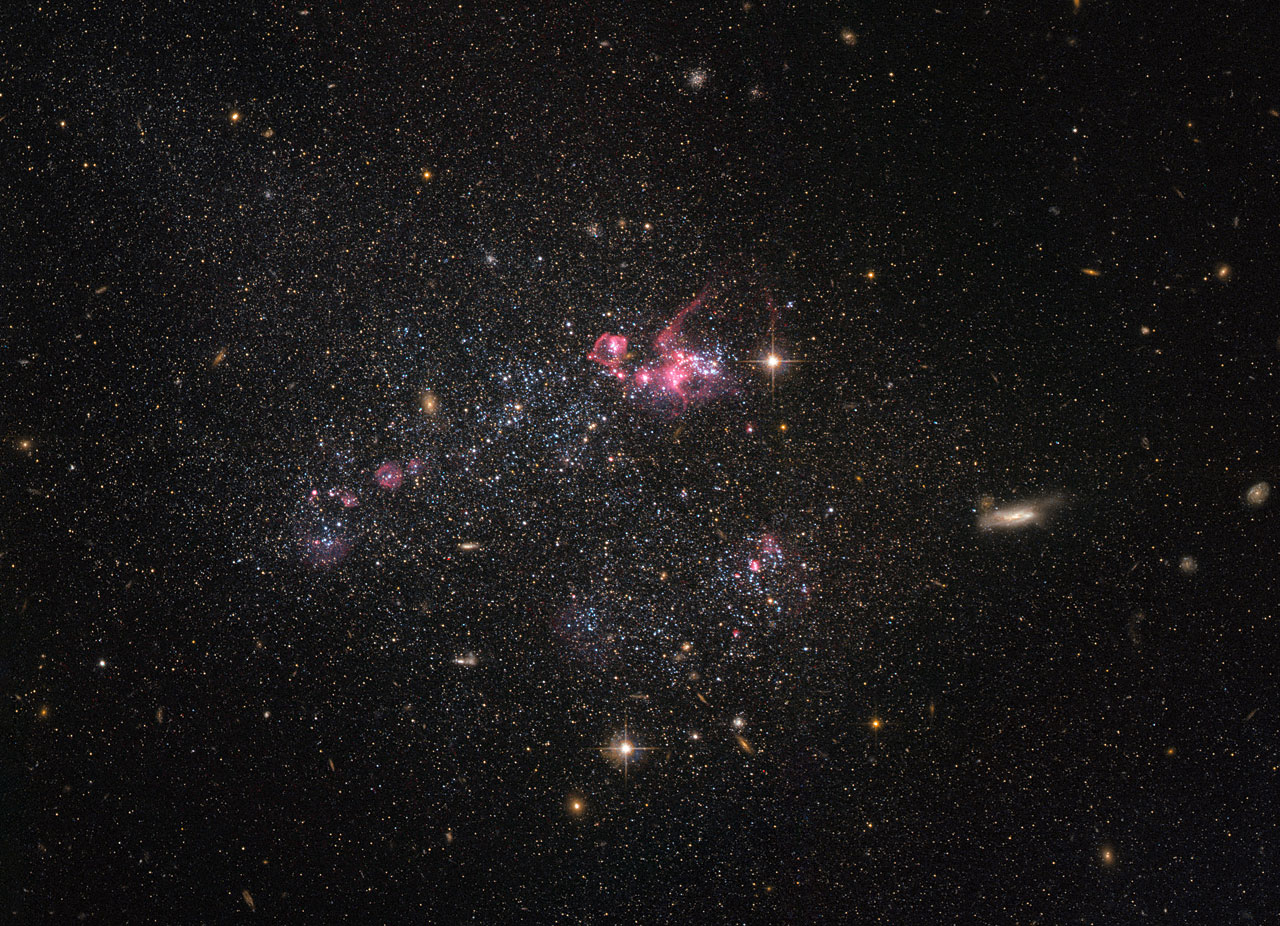
UGC 4459 és una galàxia nana irregular situada a uns 11 milions d'anys llum en la constel·lació de l'Ossa Major.
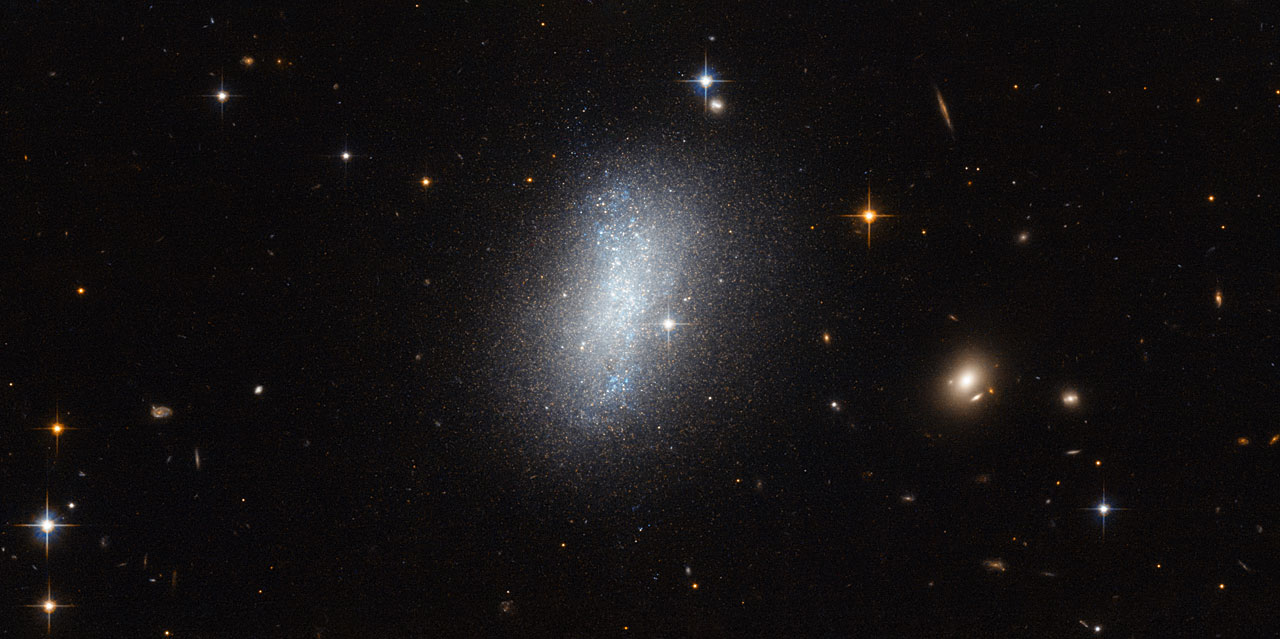
Galaxia enana irregular PGC 18431.
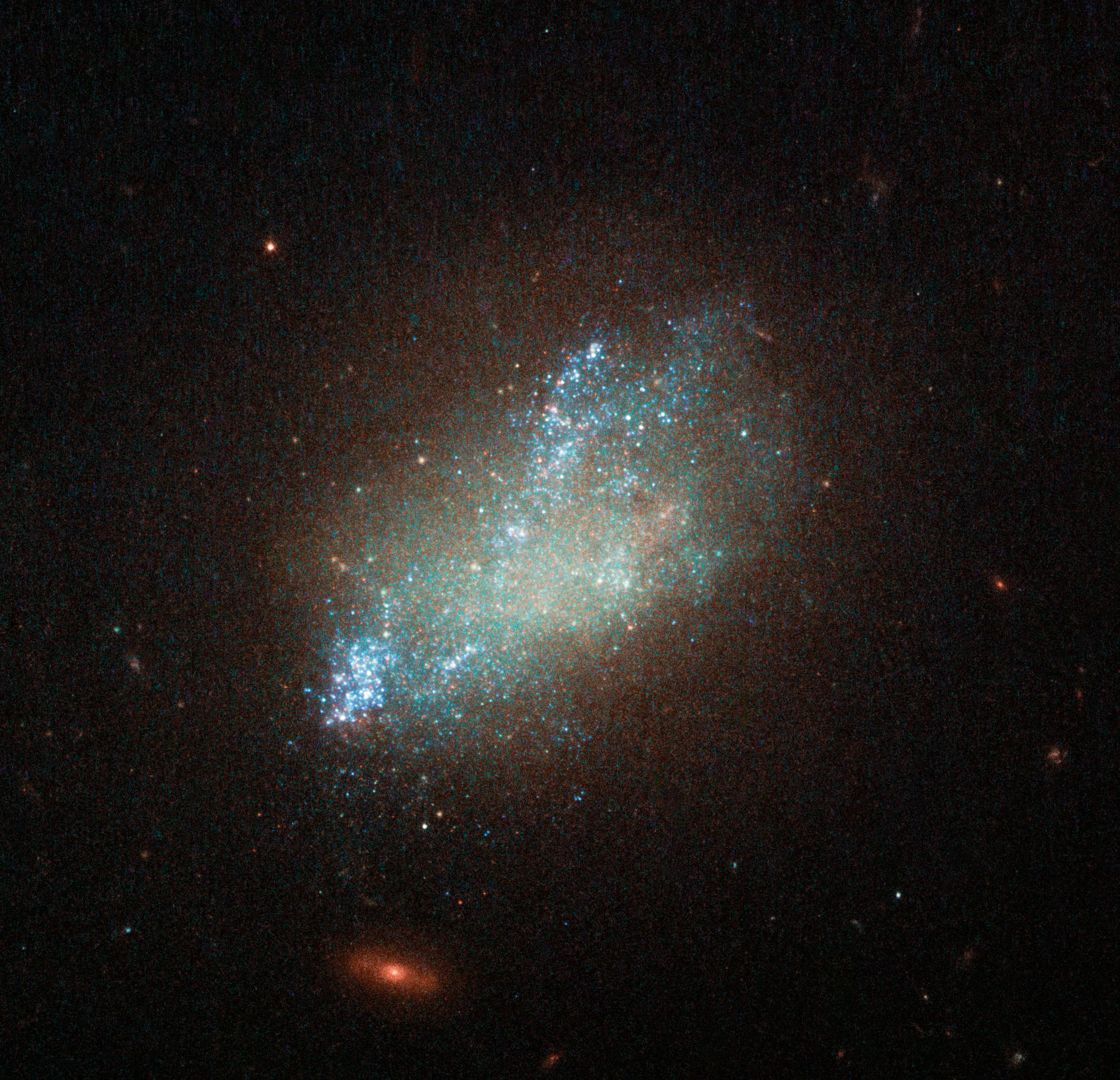
IC 559 és una galàxia tipus Sm.
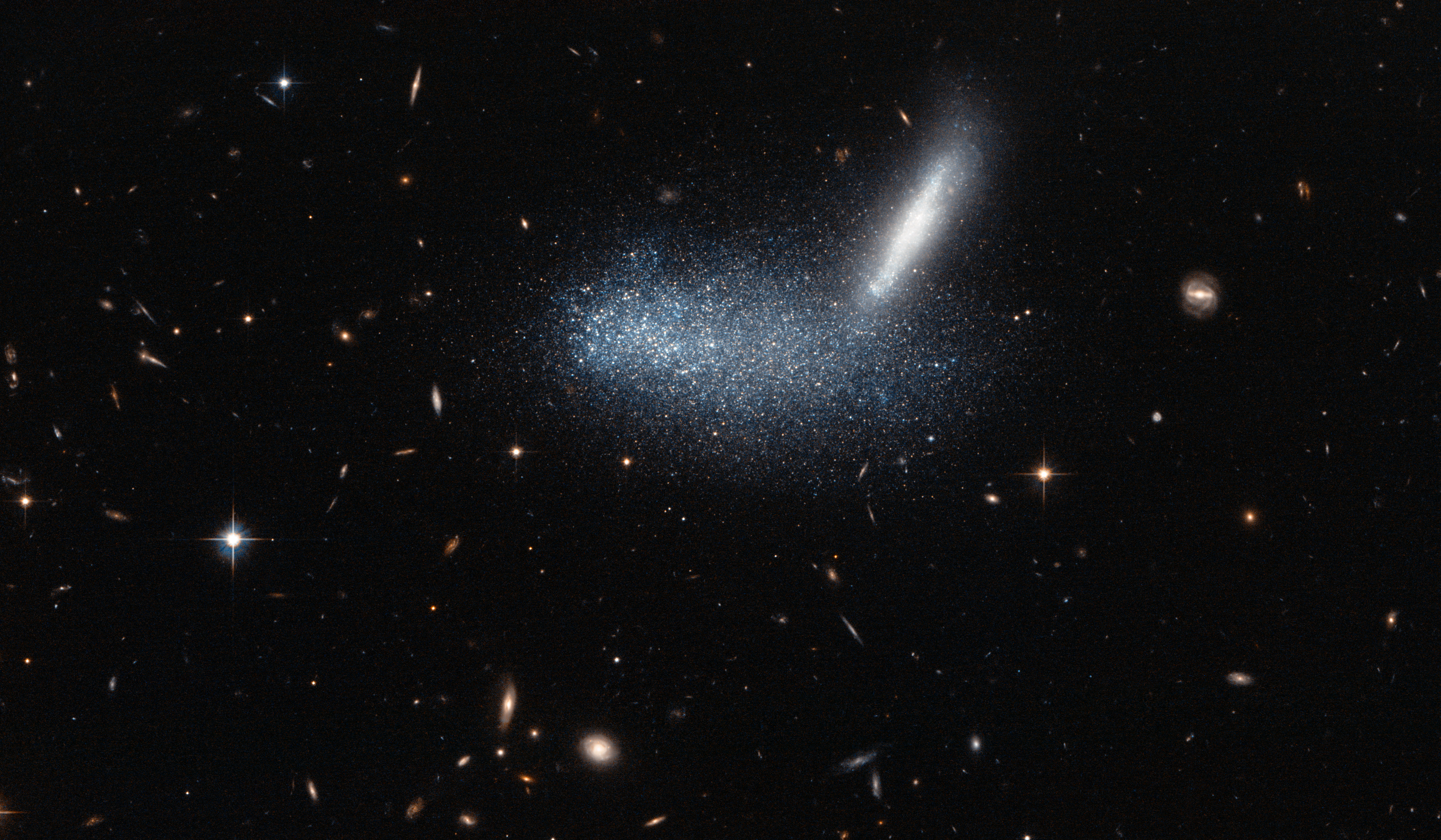
La galàxia nana irregular PGC 16389 cobreix la galàxia veïna APMBGC 252+125-117.